# Itsutsu no kata
Le Itsutsu-no-kata (五の形?, "forms of five") est un kata de judo. Bien que traditionnellement attribué à Jigorō Kanō, ce kata a été développé antérieurement à la naissance du judo Kodokan. En effet, selon les documents de Tenshin Shin'yo Ryū (en) jujutsu, ce kata est inclus dans le programme Okuden réservé aux enseignants de l'école. Jigorō Kano l'importa vers le judo suivant quelques modifications mineures. Par conséquent, il y a des noms pour les formes de Itsutsu no kata utilisé par Tenshin Shin'yo Ryu jujutsu, mais néanmoins, ils ne sont pas reconnus par l'Institut Judo Kodokan qui ne donne que des numéros aux techniques. Les noms indiqués par Tenshin Shin'yo Ryu sont: 1. Oshikaeshi ; 2. Eige; 3. Tomowakare; 4. Roin; 5. Settsuka no wakare.
C'est un kata que l'on considère comme "supérieur" puisque nécessitant une bonne expérience du judo pour le pratiquer et le comprendre. Il est composé de 5 principes représentatifs du judo que l'on a trouvé en premier dans la nature. On le voit inachevé car ce n'est pas le maître Jigorō Kanō qui lui a donné son nom. Toutefois, une forme nouvelle, incluant 10 techniques, a été récemment présenté sous le nom de Tō-no-kata (十の形?, "forms of ten").

## Techniques
Le itsutsu no kata se déroule ainsi:
Ouverture du kata
- première technique: la concentration de l'énergie: Oshikaeshi (le torrent et l'arbre déraciné) ;
- deuxième technique principe d'esquive et de non-résistance Eige (l'objet emporté par l'eau) ;
- troisième technique le tourbillon Tomowakare (force centripète et centrifuge) ;
- quatrième technique le flux et le reflux Roin (pendule ou action/réaction) ;
- cinquième technique le vide ou l'inertie Settsuka no wakare.

fermeture du kata